# Libera. Associazioni, nomi e numeri contro le mafie
(Don Luigi Ciotti sulle due parole chiave dell'associazione Libera)
Libera. Associazioni, nomi e numeri contro le mafie è un’associazione di promozione sociale presieduta da don Luigi Ciotti, fondata nel 1995 su ispirazione di Luciano Violante e Saveria Antiochia, con l’intento di sollecitare la società civile nella lotta alla criminalità organizzata e di favorire la creazione di una comunità alternativa alle mafie stesse. Libera coordina più di 1600 realtà nazionali e internazionali che si occupano in vario modo del contrasto alla criminalità organizzata. Fra gli scopi dell’associazione: promuovere i diritti di cittadinanza, la cultura della legalità democratica e la giustizia sociale; valorizzare la memoria delle vittime di mafie; contrastare il dominio mafioso del territorio.
Alcuni dei concreti impegni di Libera sono: la legge sull'uso sociale dei beni confiscati alle mafie, l'educazione alla legalità democratica, l'impegno contro la corruzione, i campi di formazione antimafia, i progetti sul lavoro e lo sviluppo, le attività antiusura. Nel corso degli anni Libera ha dato vita a numerosi progetti ed iniziative sui beni confiscati alle mafie.

## Storia
L'associazione si è costituita il 25 marzo 1995 con l'intento di sollecitare la società civile nel contrasto alle mafie e nella promozione della legalità democratica e della giustizia. La prima iniziativa è stata la raccolta di un milione di firme per una proposta di legge che prevedesse il riutilizzo sociale dei beni confiscati alle mafie, che poi venne tradotta in norma con la legge 7 marzo 1996 n. 109.
Libera è riconosciuta come associazione di promozione sociale dal Ministero del Lavoro, della Salute e della Solidarietà Sociale.
Inoltre è riconosciuta come associazione con Special Consultative Status dal Consiglio Economico e Sociale delle Nazioni Unite (Ecosoc).
Nel 2008 è stata inserita dall'Eurispes tra le "eccellenze italiane". Nel 2009 è stata premiata dal Comitato Economico e Sociale Europeo (Cese) fra le migliori esperienze di società civile organizzata. Nel 2012 è stata inserita nella lista delle cento migliori ONG del mondo dalla rivista The Global Journal: è l'unica organizzazione italiana in tale classifica, dedicata alle "community empowerment" e all'universo del no-profit.

## Presidente
Il presidente dell'organizzazione è don Luigi Ciotti, già fondatore del Gruppo Abele di Torino, della rivista Narcomafie e successivamente del bimestrale lavialibera.
L'associazione ha anche due presidenti onorari: uno è Nando dalla Chiesa, figlio del generale Carlo Alberto dalla Chiesa (ucciso dalla mafia nel 1982), l'altro è il magistrato Giancarlo Caselli.

## Attività
Dal 2011 aderiscono a Libera oltre 1600 fra associazioni nazionali e locali, cooperative sociali, gruppi e realtà di base e circa 4500 scuole attive nei percorsi di educazione alla legalità democratica in Italia e nel mondo.
Tra gli impegni concreti di Libera si segnalano: la legge sull'uso sociale dei beni confiscati alle mafie, l'educazione alla legalità, l'impegno contro la corruzione, il sostegno alle vittime innocenti delle mafie, i campi di studio e volontariato antimafia, le attività antiracket e antiusura.

### Libera Terra

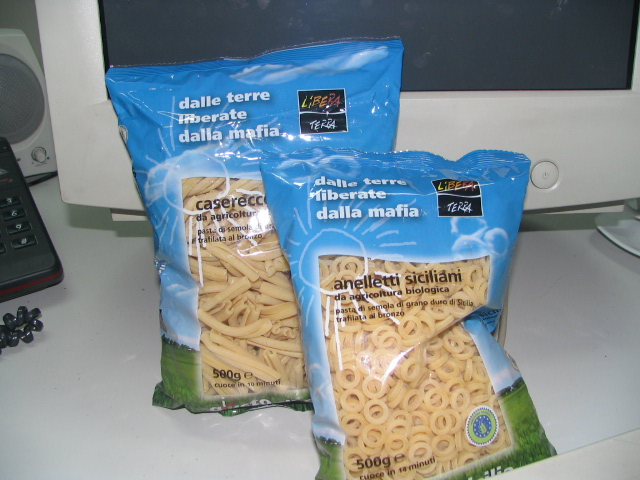
Prodotti realizzati dalle terre e i beni confiscati

Libera Terra, pur non essendo parte dell'associazione in sé, che non gestisce direttamente i beni confiscati, è nata dall'esperienza di Libera. Il marchio contraddistingue alcune tra le cooperative i cui prodotti vengono coltivati su terreni confiscati alla criminalità organizzata e riutilizzati a fini sociali come previsto dalla legge 109/96. Dalle attività di trasformazione e commercializzazione dei prodotti delle cooperative è nato il Consorzio Libera Terra Mediterraneo che include, oltre alle nove cooperative che ne fanno parte, anche altri soggetti economici, come il settore turismo responsabile Libera il gusto di viaggiare. I prodotti di Libera Terra sono distribuiti in diverse catene e punti vendita italiani e anche internazionali, oltre che nelle botteghe de I sapori e i saperi della legalità.
Nel corso degli anni Libera ha dato via a numerosi progetti e iniziative sui beni confiscati alle mafie, tra cui "La mozzarella della Legalità", a Castel Volturno dove la cooperativa "Le Terre di Don Peppino Diana" produce all'interno di spazi confiscati alla camorra. Il progetto è stato cofinanziato dalla Fondazione con il Sud. Il maggior corrispondente è Don Luigi Ciotti.

### Restate Liberi

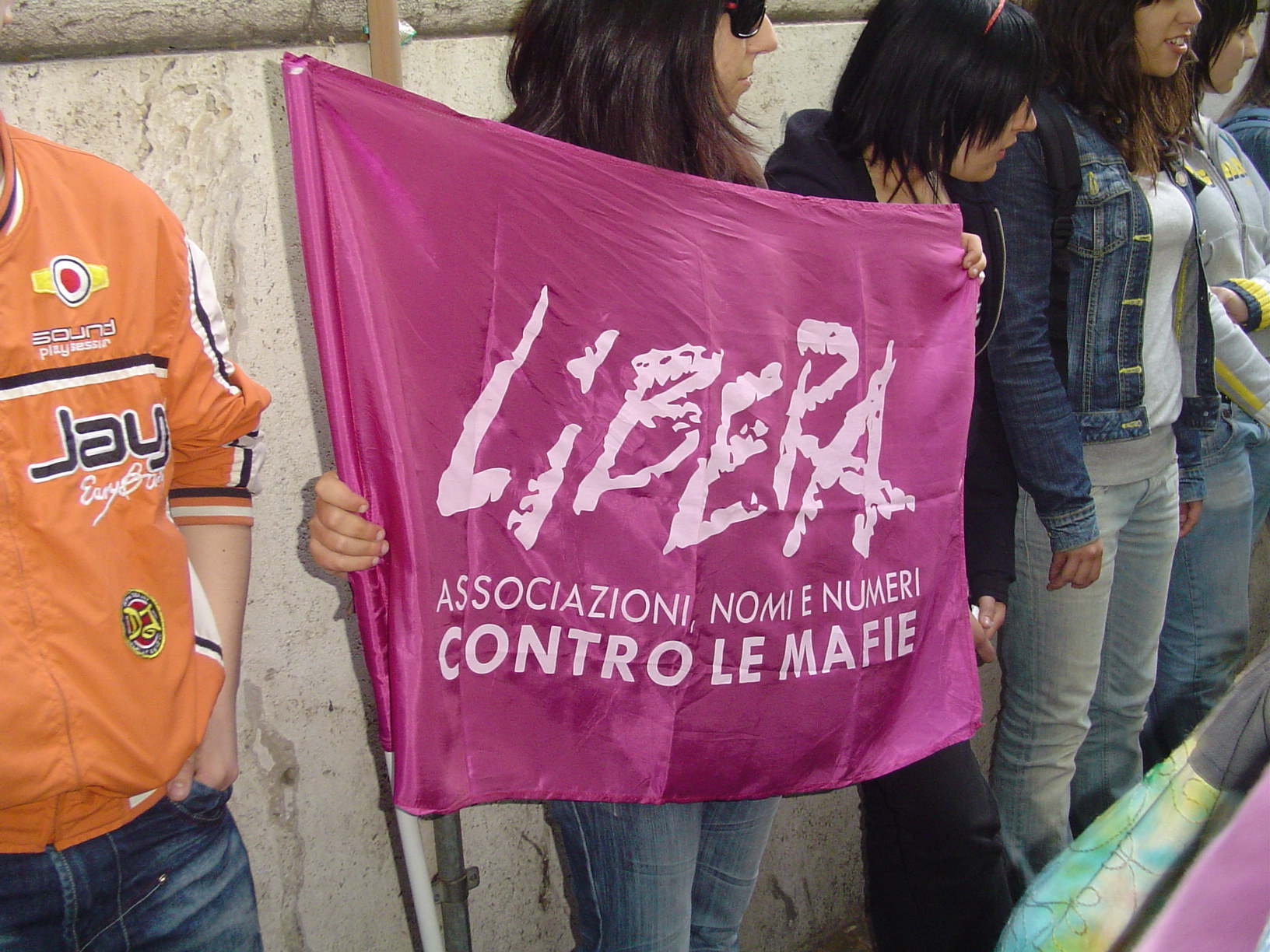
La bandiera di Libera

Tanti giovani scelgono di fare un'esperienza di volontariato e di formazione civile sui terreni confiscati alle mafie gestiti dalle cooperative sociali di Libera Terra. Segno questo, di una volontà diffusa di essere "protagonisti" e di voler tradurre questo impegno in un'azione concreta di responsabilità e di condivisione.
L'obiettivo principale dei campi di volontariato sui beni confiscati alle mafie è quello di diffondere una cultura fondata sulla legalità e giustizia sociale che possa efficacemente contrapporsi alla cultura della violenza, del privilegio e del ricatto. Si dimostra così, che è possibile ricostruire una realtà sociale ed economica fondata sulla pratica della cittadinanza attiva e della solidarietà. Caratteristica fondamentale di Restate Liberi è l'approfondimento e lo studio del fenomeno mafioso tramite il confronto con i familiari delle vittime di mafia, con le istituzioni e con gli operatori delle cooperative sociali. L'esperienza dei campi di lavoro ha tre momenti di attività diversificate: il lavoro agricolo o attività di risistemazione del bene, la formazione e l'incontro con il territorio per uno scambio interculturale. Restate Liberi è la rappresentazione più efficace della memoria che diventa impegno, è il segno tangibile del cambiamento necessario che si deve contrapporre alla "mafiosità materiale e culturale" dilagante nei nostri territori.

### Libera Formazione
È il settore che progetta e realizza percorsi di formazione ed educare, in tema di educazione alla cittadinanza. I progetti si attivano con università, scuole, associazioni, cittadini e enti locali e consistono in convegni, percorsi, seminari, incontri.
All'interno di questo settore si colloca il progetto Libera-net.

### Libera Memoria

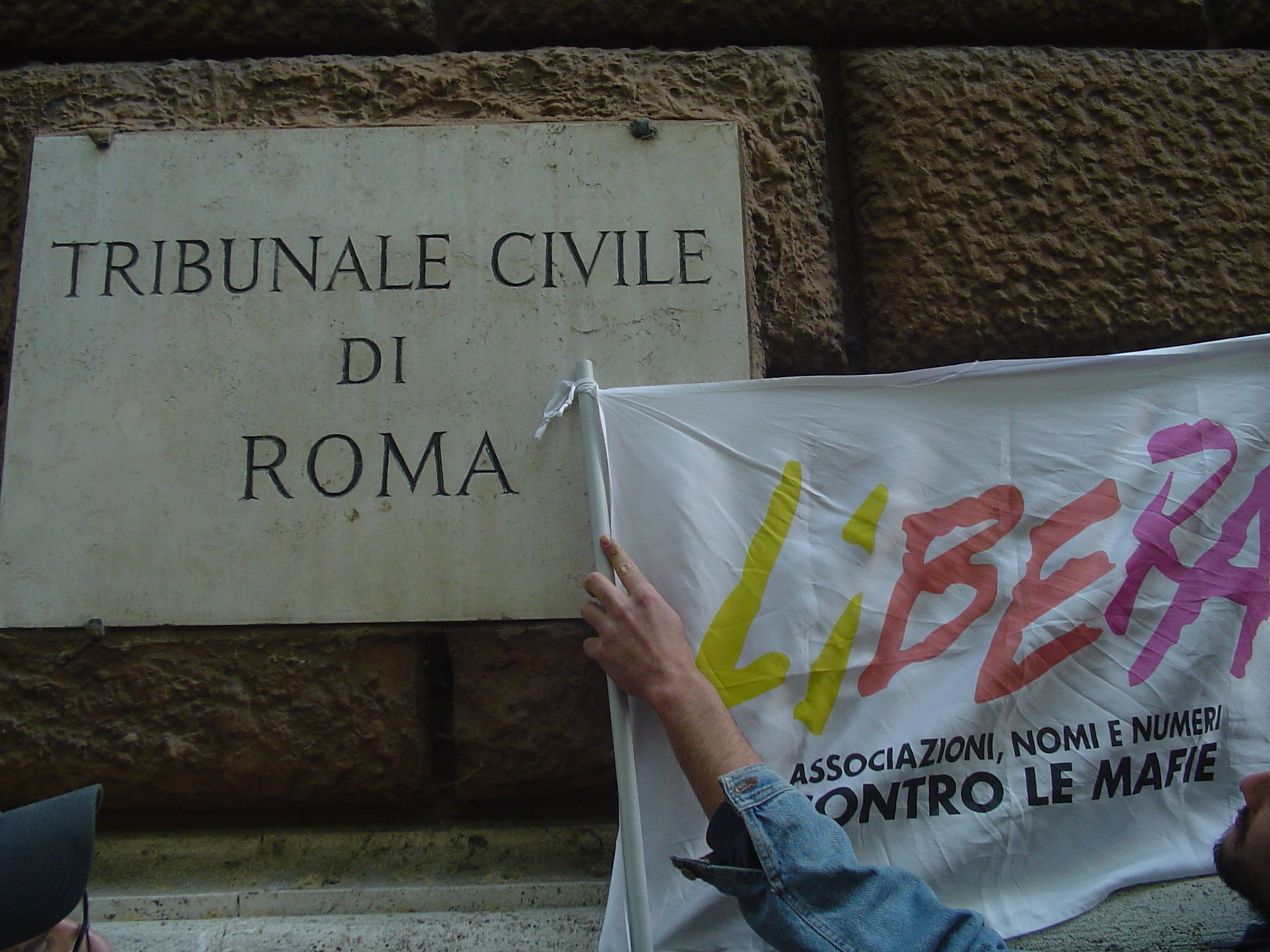
Manifestazione organizzata da Libera davanti al Palazzo del tribunale civile di Roma (2007)

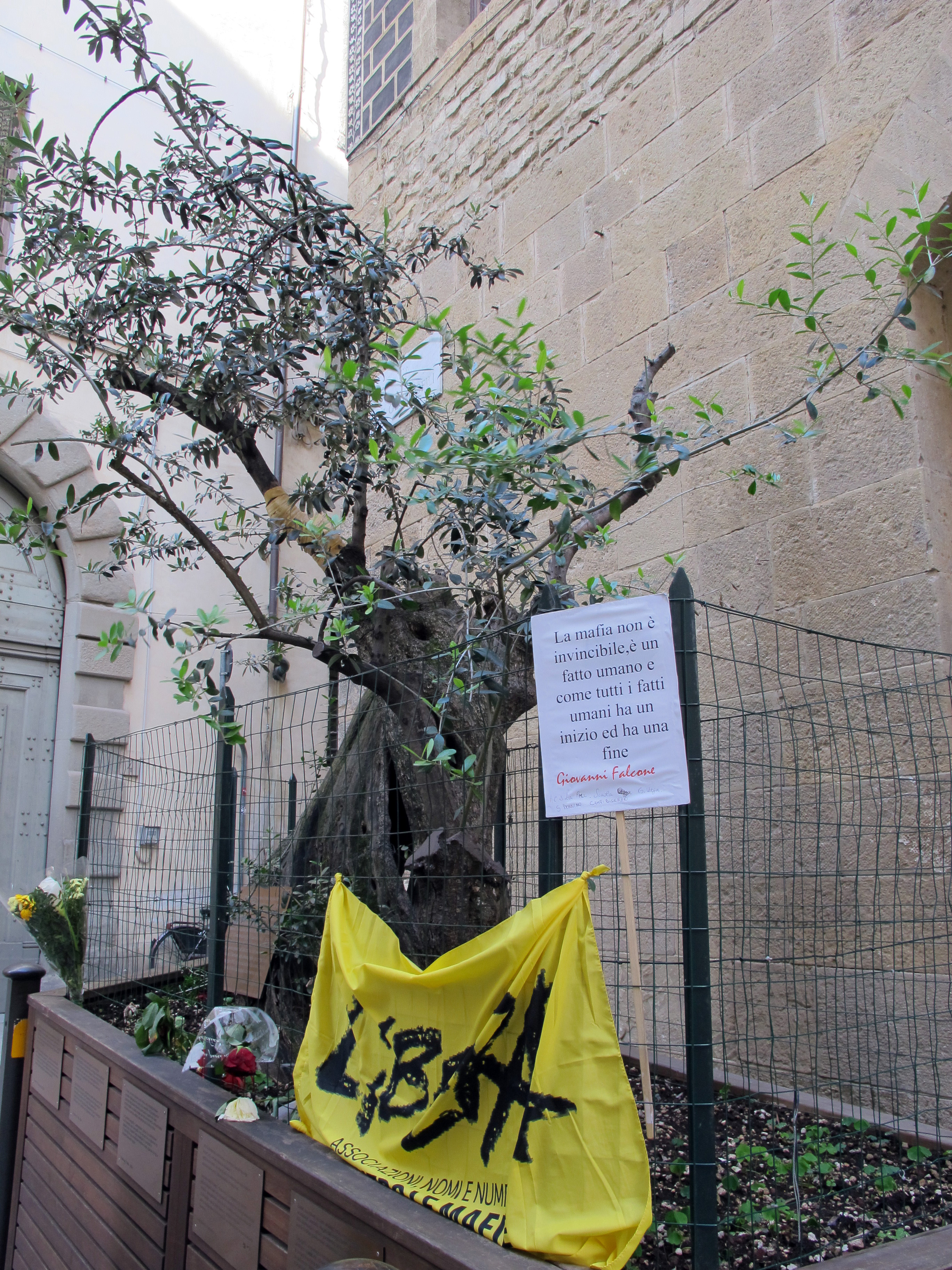
La bandiera di Libera nelle celebrazioni del ventennale della strage di via dei Georgofili a Firenze

Consiste in uno strumento dedito al ricordo e alla sensibilizzazione. Libera Memoria si occupa di mantenere vivo il ricordo delle vittime innocenti delle mafie e di sostenere i loro familiari, organizzando momenti di confronto e formazione. Per restituire il diritto della memoria alle vittime e a coloro i quali è stato tolto il diritto alla vita ha realizzato un archivio multimediale, aperto e accessibile a tutti, Vivi, dove sono raccolte tutte le storie delle vittime innocenti; si impegna affinché si superino le disparità di trattamento tra familiari riconosciuti e residenti in diverse regioni e le differenze ancora in essere tra le vittime della criminalità organizzata, del dovere e del terrorismo.
All'interno di questo ambito si colloca la Giornata della Memoria e dell'Impegno per ricordare le vittime innocenti di tutte le mafie, ufficialmente riconosciuta dallo stato con legge n. 20 dell'8 marzo 2017, celebrata ogni anno il 21 marzo per ricordare le vittime di tutte le mafie, in diverse città d'Italia
- 1996 - Roma
- 1997 - Niscemi (CL)
- 1998 - Reggio Calabria
- 1999 - Corleone (PA)
- 2000 - Casarano (LE) - "Uomini in mare, uomini in fondo al mondo"
- 2001 - Torre Annunziata (NA) - " La memoria incontra il sogno"
- 2002 - Nuoro - "Terre di ospitalità | arcipelaghi di speranza"
- 2003 - Modena - "Le differenze per non essere indifferenti"
- 2004 - Gela (CL) - "Lavoro nero Lavoro vero - dignità per la persona, qualità per lo sviluppo"
- 2005 - Roma
- 2006 - Torino - "Città industriali, città industriose... città giuste"
- 2007 - Polistena (RC) - "La Calabria in movimento per la giustizia sociale"
- 2008 - Bari - "Puglia arca di pace"
- 2009 - Napoli - "L'etica Libera la bellezza - riscattare la bellezza, liberarsi dalle mafie"
- 2010 - Milano - "Legami di legalità, legami di responsabilità"
- 2011 - Potenza - "Insieme verità e giustizia in terra di luce"
- 2012 - Genova - "Legalità, dignità, giustizia sociale, corresponsabilità, costituzione, diritti"
- 2013 - Firenze - "Semi di giustizia, fiori di corresponsabilità"
- 2014 - Latina - "Radici di memoria, frutti d'impegno"
- 2015 - Bologna - " La Verità illumina la giustizia"
- 2016 - Messina - " Ponti di memoria, luoghi d'impegno"
- 2017 - Locri (RC) - "Luoghi di speranza, testimoni di bellezza"
- 2018 - Foggia - "Terra - solchi di verità e giustizia"
- 2019 - Padova - "Passaggio a nordest - orizzonti di giustizia sociale"
- 2020 - On line[6] - "Altro e altrove"
- 2021 - Roma - "A ricordare e riveder le stelle"
- 2022 - Napoli - "Terramia - coltura | cultura"
- 2023 - Milano[7] - "È possibile"
- 2024 - Roma - "Roma città libera"
- 2025 - Trapani[8] -"Il vento della Memoria semina Giustizia"

Altri appuntamenti realizzati nel corso degli anni e dedicati a questo scopo sono: Carovana Antimafie (manifestazione itinerante con l'obiettivo di coinvolgere e sensibilizzare gli abitanti e le istituzioni locali, la cui memoria ad ogni tappa viene fissata attraverso il diario di bordo tenuto dai carovanieri, i racconti, i video, le foto e le testimonianze), Festa nazionale di Libera, Campus Albachiara. A questi si aggiungono le molteplici iniziative a livello locale.

### Riparte il futuro
Libera e Gruppo Abele, nel gennaio del 2013 lanciano la petizione online di Riparte il futuro. La campagna propone al Parlamento di modificare l'articolo 416 ter del codice penale italiano in tema di voto di scambio politico - mafioso. Questo obiettivo è stato raggiunto il 16 aprile 2014, quando al Senato è stato definitivamente approvato il nuovo testo dell'articolo, che include l'"altra utilità", richiesta della campagna fin dall'inizio.
Dal 2016 Riparte il futuro diventa un'associazione indipendente per continuare la sua attività di contrasto alla corruzione in modo separato da Libera, promuovendo la trasparenza e la certezza del diritto con un team composto da giovani professionisti ed esperti di anticorruzione, trasparenza, economia.

### Altri settori
- Libera Internazionale: si occupa del contrasto al narcotraffico, ai traffici illeciti, alle ecomafie transnazionali, alla contraffazione e alle economie mafiose, attraverso una rete transnazionale impegnata nella denuncia, nella proposta legislativa, nell'educazione alla legalità. Si adopera anche al fine di tutelare e assistere bambini di strada, migranti, senza terra e donne vittime di violenza. È attiva soprattutto in America Latina.
- Fondazione Libera Informazione: è una Fondazione avente l'obiettivo di mettere in rete le diverse realtà territoriali che si battono contro le mafie insieme al grande mondo dell'informazione. Raccoglie e diffonde notizie, informazioni, spunti e progetti per esercitare pressione nei confronti dei mass media e dare visibilità a quello che di buono viene fatto in questo senso. Collabora con riviste, siti web, televisioni, radio e istituzioni.
- Libera Sport: veicola i valori sportivi di rispetto delle regole e dell'altro e promuove lo svolgimento di una vita sana e fatta di movimento, da condurre lontano dalle sostanze dopanti.
- Libera Ufficio Legale: fornisce servizi alle vittime di mafia, racket, usura e ai testimoni di giustizia; accompagna gli stessi allo svolgimento delle pratiche burocratiche e alla comprensione della legislazione in materia. Si costituisce parte civile al fine di stare maggiormente vicino alle persone vittime dei suddetti reati. Promuove proposte e modifiche legislative nei settori al riguardo.

## Critiche
Il PM anticamorra Catello Maresca e il prefetto Giuseppe Caruso hanno criticato le attività di Libera, sostenendo che esse, al di là della parvenza di legalità e onestà, siano semplicemente mirate alla spartizione dei proventi che derivano dal sequestro dei beni mafiosi. Secondo loro infatti, Libera si è trasformata da associazione antimafia a holding economica che gestisce bilanci milionari, progetti e finanziamenti in regime di monopolio. Anche il modo con cui vengono amministrati i beni sottratti alla mafia è stato criticato per la sua scarsa trasparenza e per il fatto che i progetti vengono vinti dalle associazioni legate a Libera. Tuttavia in seguito Maresca si è scusato pubblicamente di tali affermazioni, specificando che voleva mettere in guardia dalle infiltrazioni mafiose in altri settori e altre organizzazioni antimafia e raccontando come alcune sue dichiarazioni fossero state modificate danneggiando Libera.
"Catello Maresca scrive che alcune sue affermazioni sono frutto di 'una libera interpretazione del giornalista', quindi 'strumentalizzate e utilizzate in una ingiusta e scorretta campagna di delegittimazione di Libera'. È un gesto che gli fa onore, in sintonia con il suo ruolo e la sua responsabilità di magistrato che indaga e cerca la verità". Quanto al "grido d'allarme" del pm - continua ancora la nota di don Ciotti - "circa il 'pericolo d'infiltrazione e strumentalizzazione che le associazioni corrono oggi che le mafie sono diventate più insidiose e camaleontiché, non possiamo che condividerlo, essendo stati tra i primi (se non i primi in assoluto, all'inizio del 2014) a denunciare certa antimafia di facciata, che strumentalizza l'impegno di tante realtà e persone oneste per coprire interessi, intrallazzi e giochi di potere."
Il 17 gennaio 2023, veniva condannato per diffamazione a mezzo stampa Maurizio Piccinini, nel 2016 referente provinciale Libera a Modena, ad una cifra di 4mila euro oltre al pagamento delle spese processuali,  per aver accusato Giuseppe Leonelli allora direttore del quotidiano locale Prima Pagina, di fiancheggiare le mafie. L’articolo riguardava i numerosi incarichi dell’allora vicepresidente Vincenza Rando.